# 張埰
張埰（?—?），是中國清朝磁州人，1763年（乾隆二十八年）上任台灣澎湖通判，是貢生出身。范咸主修的《重修臺灣府志》中有他的記載。
| 前任： 王祖慶 | 澎湖通判 1763年上任 | 繼任： 王欐 |